# Гиппарх (сын Харма)
Гиппарх (др.-греч. Ἵππαρχος) — афинский политик VI—V веков до н. э. Сын Харма, брат жены тирана Афин Гиппия. Плутарх называет его выходцем из Холарга, а Аристотель — представителем дема Коллитус.
После свержения тирании в 510 году до н. э. афиняне позволили тем из сторонников Писистратидов, которые не совершили преступлений во время смут, остаться в городе. Одним из них был Гиппарх, который стал вождём т. н. партии «друзей тиранов». Она имела определённое влияние в городе. Так Гиппарха в 496 году до н. э. избрали архонтом Афин.
Гиппарх был представителем той партии, на которую могли опираться персы в своих планах завоевания Греции. Также позицию партии, которую представлял Гиппарх, можно обозначить как «проспартанскую». Таким образом, Гиппарх был представителем той части афинского общества, которая во взаимосвязи с империей Ахеменидов и Спартой была серьёзной внутренней угрозой для существования молодой афинской демократии.
Влияние Гиппарха и его партии «друзей тиранов» пошатнулось после битвы при Марафоне 490 года до н. э., где в качестве союзника персов присутствовал бывший тиран Гиппий. Гиппарх лично не совершал преступлений, за которые его можно было бы осудить. Поэтому он был первым за всю историю Афин подвергнут остракизму — форме узаконенного изгнания. Ему предшествовало голосование граждан в Народном собрании. Целью остракизма было не наказание отдельного гражданина за противоправный поступок, а его устранение из города, так как дальнейшее присутствие в Афинах представлялось опасным либо нежелательным. Событие произошло в 488 или 487 году до н. э. О дальнейшей судьбе Гиппарха ничего не известно.